# Frigyes Hidas

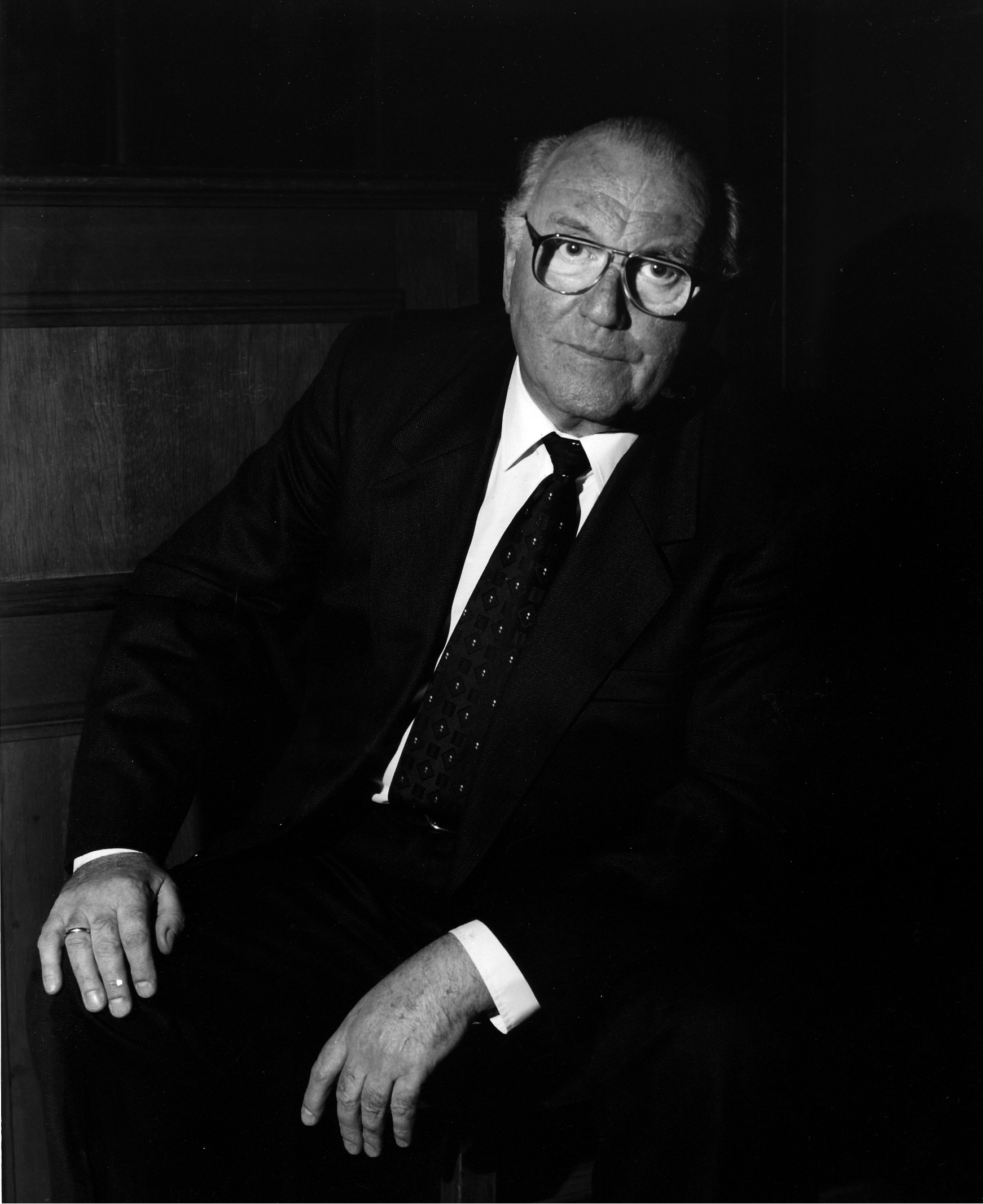
Frigyes Hidas en 2001.

Frigyes Hidas fue un compositor húngaro nacido el 25 de mayo de 1928 en Budapest, y fallecido el 7 de marzo de 2007. 
Hidas estudió composición en la Franz Liszt Academy of Music de Budapest con János Visky. Después de sus estudios, fue director musical del Teatro Nacional de Budapest de 1951 a 1966 y también ocupó el mismo cargo en el Operetta Theater de 1974 a 1979. 
Su obra abarca casi todos los géneros, incluyendo óperas, ballets, conciertos, obras orquestales, música de cámara vocal y coral. Es uno de los principales nombres en el mundo de la música de cámara y conciertos para instrumentos de viento contemporáneos. Recibió numerosos premios y otras formas de reconocimiento por sus trabajos musicales.

## Obra
Su obra incluye todos los géneros, dirigiendo su atención especialmentea la música de cámara para instrumentos de viento. Especialmente destacables son su Concierto para Oboe y Orquesta n º 1, su Concierto para quinteto de metal y su Réquiem.